# Pringle of Scotland

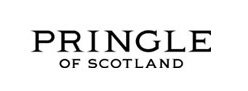
Pringle-Unternehmenslogo

Pringle of Scotland Ltd. bzw. Pringle ist ein im Jahr 1815 von dem schottischen Unternehmer Robert Pringle in Hawick gegründetes, international bekanntes Modeunternehmen.
Aus den hochwertigen Woll-Strumpfwaren und der Woll-Unterkleidung der Anfangszeit entwickelten sich mit den Jahren komplette Kollektionen für gehobene Damen-, Herren- und auch Sportbekleidung (besonders im Bereich Golfsport) sowie Accessoires und Lederwaren im oberen Preissegment. Markenzeichen des Unternehmens sind ein geschütztes Argyle-Muster und ein stilisierter steigender Löwe als Logo. Das ursprüngliche Familienunternehmen, das bis heute zu den Hoflieferanten der britischen Königsfamilie gehört, wurde 1960 in eine Aktiengesellschaft umgewandelt, 1967 von einem schottischen Kaschmir-Hersteller gekauft und im Jahr 2000 von einem Textilkonzern mit Sitz in Hongkong übernommen.

## Unternehmensgeschichte

### Anfangszeiten
1815 erwarb der schottische Unternehmer Robert Pringle mit zwei Partnern namens Waldie und Wilson die Whisky House Mill in Hawick in den Scottish Borders, die Wasserkraftenergie lieferte, und gründete unter dem Namen Waldie, Pringle, Wilson & Co eine Fabrik zur Herstellung von hochwertigen Wollstrümpfen. Robert Pringle gilt als einer der Begründer der kommerziellen schottischen Wollverarbeitungsindustrie und sein Unternehmen als „älteste britische Modemarke“. In den 1870er Jahren wurde das Stoff-Sortiment um hochwertige Kaschmirwolle erweitert. Mittlerweile wurde im Betrieb, dessen Name über die Jahre in Robert Pringle & Son und schließlich in Pringle of Scotland geändert wurde, mit Strickmaschinen gearbeitet. Bis zum Ende des 19. Jahrhunderts hatte man sich von der Strumpfherstellung weg- und zur Herstellung von Woll-Unterkleidung hinbewegt. 1905 wurde das Pringle-Portfolio um hochpreisige Oberbekleidung aus Wolle, wie bspw. Pullover oder Strickjacken, erweitert. In den 1920er Jahren wurde das Rauten-ähnliche Argyle-Muster von Pringle entwickelt, das später eine elitäre Kundschaft wie bspw. den Herzog von Windsor anziehen sollte.

### Erfolgsjahre ab den 1940ern

Der Lion Rampant aus dem Wappen der schottischen Könige

1934 führte das Unternehmen als Logo einen steigenden Löwen auf den Etiketten ein, der der Flagge der schottischen Könige entlehnt ist („Lion Rampant“) und bis heute bspw. auf Pullovern der Marke in Brusthöhe aufgestickt wird. Im gleichen Jahr wurde der erste Chef-Designer, Otto Weisz, eingestellt. 1939 wurde durch ein Feuer ein Großteil der Firmenzentrale in Hawick zerstört und musste wieder aufgebaut werden. Das Pringle-Twinset, eine Erfindung aus der Welt des Golfsports der 1930er Jahre, das in den Folgejahren unter anderem Audrey Hepburn als Freizeitkleidung gerne trug, wurde unter Weiszs kreativer Führung ab 1934 langsam zu einem Alltags-Verkaufsschlager des Unternehmens, nachdem es anfangs als ungewohntes Kleidungsstück für Damen der besseren Gesellschaft für Empörung gesorgt hatte. In den 1940er und 1950er Jahren – der Zeit des amerikanischen Sweater Girls – wurden internationale Stars wie Jean Simmons, Grace Kelly, Brigitte Bardot und Margot Fonteyn mit der Marke Pringle assoziiert. 1948 wurde Pringle von der Königin-Mutter zum Hoflieferanten der britischen Königsfamilie ernannt. Von Königin Elisabeth II., die Pringle 1956 zum Hoflieferanten ernannte, ist bekannt, dass sie bis heute jährlich zahlreiche Pringle-Twinsets bestellt. 1955 wurde die Produktion um eine Fabrikanlage im 65 Meilen von Hawick entfernten Berwick-upon-Tweed erweitert. 1960 wurde Pringle in eine Aktiengesellschaft umgewandelt. In den 1960ern beschäftigte das Unternehmen mehr als 3000 Mitarbeiter. 1967 wurde Pringle für 5,8 Mio. Pfund von Joseph Dawson Holdings Ltd (später: Dawson International), einem ebenfalls aus Hawick stammenden Kaschmir-Hersteller, gekauft. 1978 erschien der damals aufstrebende Schauspieler Richard Gere in einem Pringle-Outfit auf dem Titel der US-amerikanischen Vogue. In den folgenden Jahren sank unter der Dawson-Führung allerdings die Qualität der Pringle-Artikel, immer häufiger wurde günstigere Lammwolle statt teurem Kaschmir eingesetzt und damit der Massenmarkt anvisiert.

### Entwicklung zur Golf- und Sportmarke

Ein älteres Logo der Golf-Kollektion

In den 1980er Jahren war das Karo-Muster von Pringle auf den internationalen Golfplätzen zu sehen, nachdem bekannte Golfer wie Nick Faldo – mit dem seit 1981 ein Werbevertrag bestand – medienwirksam in Pringle-Bekleidung auf dem Platz erschienen. Pringle entwickelte sich infolge zu einer gehobenen und konservativen Sport-Marke, deren Umsatz Mitte der 1980er fast 30 Mio. Pfund betrug. Ab 1989 gab es eine eigene Faldo Collection. Wie viele andere hochpreisige Marken auch – bspw. Burberry, Aquascutum, Fred Perry, Stone Island usw. – wurde auch Pringle, zum Leidwesen des Unternehmens, um die 1990er Jahre mit vornehmlich britischen Hooligans und Chavs assoziiert, die sich mit Prestigemarken schmückten. Die Unternehmen versuchten sich auf unterschiedliche Weise von dieser Kundschaft zu distanzieren, bspw. indem der Einsatz der typischen Markenmusterungen in den Kollektionen zurückgefahren wurde, um dem Image der Marken nicht weiter zu schaden. Ab den 1990er Jahren expandierte das Unternehmen weltweit mit eigenen Pringle-Geschäften. Mitte der 1990er Jahre existierten in Deutschland ca. 10 eigene Pringle-Geschäfte, und 22 Franchise-Shops, bspw. in Hamburg oder auch Weimar, die allerdings einige Jahre später alle geschlossen wurden. 1998 machte Pringle im Gesamtumsatz in Höhe von 200 Mio. Pfund von Dawson International, zu denen bis 2004 auch die italienische Strickwaren-Marke Ballantyne gehörte, nicht mehr als 10 % aus. Die Produktionsstätte in Berwick wurde geschlossen, und die Mitarbeiterzahl in Hawick wurde innerhalb von fünf Jahren von ca. 2000 Angestellte auf 450 verkleinert. Im Jahr 2000 waren noch ca. 250 Mitarbeiter in Hawick angestellt.

### Neupositionierung ab den 2000ern
2000 kaufte die Unternehmensgruppe SC Fang & Sons (Fang Brothers Knitting Ltd., gegründet 1966) um die Fang-Brüder aus Hongkong das Unternehmen Pringle für unter 7 Mio. Pfund. Dawson International konzentriert sich seither allein auf die Kaschmir-Produktion. Obwohl die neuen Eigentümer große Anstrengungen unternahmen, die Marke auf den internationalen Laufstegen – und damit im Luxuswarensegment – zu etablieren und dazu in die Fertigungsstätte in Hawick 45 Mio. Pfund investierten, wurde das Werk mit zuletzt 80 Mitarbeitern 2008 letztendlich geschlossen. Als Reaktion darauf, gab es – letztendlich erfolglose – Forderungen, dem Unternehmen die Nutzung des schottischen Löwens als Logo zu untersagen. Im Geschäftsjahr 2007 hatte das Unternehmen – auch aufgrund von zunehmender Konkurrenz aus dem asiatischen Raum und auch aus Italien, wo die Arbeitslöhne 30 % unter den schottischen lagen – im dritten Jahr in Folge Verluste von über 9 Mio. Pfund vermeldet. In Hawick verblieben die Firmenzentrale und ca. 30 Mitarbeiter. Pringle begann schließlich damit, Aufträge an andere Strickwarenfabriken in den Scottish Borders zu vergeben, um die Produkte weiterhin als „Made in Scotland“ kennzeichnen zu können.
Die britische Geschäftsfrau Kim Winser, die auch Teilhaberin von Pringle wurde, wurde als CEO eingesetzt und verwandelte Pringle von einer hochpreisigen, aber etwas angestaubten und altmodischen Golf- und Sportmarke in einen internationalen Luxuswaren-Konzern. Unter Winser wurden bspw. ab 2002 die exklusiven Gold Label und Red Label Kollektionen eingeführt (inzwischen eingestellt), elegante Flagshipstores in London, Mailand, New York City und Tokio eröffnet (bis auf London inzwischen alle geschlossen) sowie Pringle-Mode bei der London Fashion Week vorgeführt. In dieser Zeit wurden Prominente wie David Beckham oder Julia Roberts mit der Marke Pringle assoziiert. Der Jahresumsatz stieg um ein Drittel. Chefdesigner von 2001 bis 2005 war der Brite Stuart Stockdale, ein ehemaliger Romeo Gigli Mitarbeiter, der neben Winser zu einem großen Teil an der zunächst erfolgreichen Repositionierung der Marke Pringle beteiligt war. 2002 wurde die sportliche Marke Pringle Sport ins Leben gerufen, die die bisherigen Golfkollektionen ablöste, sowie eine Kinder- und Babykollektion lanciert, die allerdings allesamt nach einiger Zeit wieder eingestellt wurden. 2003 kamen Accessoires, wie Handtaschen, zum Pringle-Sortiment hinzu. Als Stockdales Nachfolgerin wurde 2005 die Britin Claire Waight Keller bestimmt, eine vormalige Gucci-Designerin, die bis 2011 Kreativdirektorin bei Pringle blieb und danach zu Chloé nach Paris wechselte. Winser verließ Pringle 2006 und wechselte zu Aquascutum. Unter Waight Keller wurden die Woll-Qualitäten verbessert und 2007 die preislich etwas niedriger angesetzte und für ein jüngeres Publikum konzipierte Zweitlinie mit dem Namen Pringle 1815 etabliert, die allerdings nach wenigen Jahren wieder eingestellt wurde. Im Frühjahr 2013 ließ Pringle die Zweitlinie Pringle 1815 durch ein Lizenzabkommen mit dem japanischen Textilkonzern Sanyo Shokai, der unter anderem auch für den Konkurrenten Burberry bis 2015 in Lizenz japanische Zweitlinien betreibt (Burberry Black Label, Burberry Blue Label), für zunächst nur den japanischen Markt wieder aufleben.

### Die 2010er Jahre
Ende der 2000er Jahre betrug der Jahresumsatz des Unternehmens Pringle ca. 60 Mio. Pfund. 2009 wurde die ehemalige Chanel-Managerin Mary-Adair Macaire als CEO von Pringle engagiert, um die Marke in die Gewinn-Zone zurückzuführen. Unter Macaire erstellte der britische Künstler David Shrigley einen Zeichentrick-Kurzfilm für Pringle. Ebenso 2009 war die Schauspielerin Tilda Swinton in der Anzeigenkampagne und in einem vom Fotografen Ryan McGinley gedrehten Image-Film des Unternehmens zu sehen. Die Zusammenarbeit mit der Schottin Swinton wurde in den Folgesaisons fortgesetzt. Anfang 2011 setzte SC Fang & Sons den exzentrischen britischen Modeschöpfer Alistair Carr, ein ehemaliger Balenciaga-Mitarbeiter, als Designer für Pringle ein, der allerdings im April 2012 entlassen wurde. Sein Nachfolger wurde Massimo Nicosia. Für das Geschäftsjahr 2010 meldete Pringle einen Verlust von über 7 Mio. Pfund und SC Fang & Sons musste das Unternehmen Ende 2011 mit nahezu 11 Mio. Pfund finanziell unterstützen.
Seit 2006 werden die Pringle-Kollektionen für Damen bei der London Fashion Week, die für Herren bei der Mailänder Modewoche dem internationalen Fachpublikum präsentiert. Ein eigenes Pringle-Geschäft gibt es nur in London. Der größte Absatzmarkt nach Großbritannien ist Nordamerika. Britische Konkurrenten der Marke sind unter anderem Burberry, Aquascutum, John Smedley, Daks und Kilgour.
Anfang 2016 wurde Fran Stringer von Mulberry als Pringle-Damenmodedesignerin angestellt; Massimo Nicosia übernahm die Leitung der Herrenmode.